# Mesochorus solus
Mesochorus solus är en stekelart som beskrevs av Schwenke 1999. Mesochorus solus ingår i släktet Mesochorus och familjen brokparasitsteklar. Inga underarter finns listade i Catalogue of Life.